# Danielle Foxhoven
Danielle Foxhoven (* 8. November 1989 in Wheat Ridge, Colorado) ist eine ehemalige US-amerikanische Fußballspielerin.

## Karriere
Foxhoven begann ihre Karriere im Jahr 2010 beim W-League-Teilnehmer Colorado Rush. Anfang 2012 wurde sie von Philadelphia Independence in der WPS gedraftet, die komplette Liga wurde jedoch noch vor Saisonstart aufgelöst. Daher wechselte Foxhoven zum russischen Verein Energija Woronesch, für den sie in der Saison 2012 in neun Einsätzen sechs Tore erzielen konnte. Anfang 2013 wurde sie als sogenannter Discovery Player von Portland verpflichtet. Ihr Ligadebüt gab Foxhoven am 13. April 2013 gegen den FC Kansas City, am 27. April 2013 erzielte sie gegen die Chicago Red Stars ihren ersten Treffer in der NWSL. Durch einen 2:0-Finalsieg über Western New York Flash gewann Foxhoven mit Portland am Saisonende die NWSL-Meisterschaft.
Zur Saison 2014 wechselte sie zum Ligakonkurrenten Seattle Reign FC, mit dem sie zweimal in Folge das Meisterschaftsfinale erreichte. Nach der Saison 2015 verließ Foxhoven Seattle und beendete in der Folge ihre Karriere.

### Nationalmannschaft
Foxhoven spielte für die US-amerikanischen U-17- und U-23-Auswahlmannschaften.

## Erfolge
- 2013: Gewinn der NWSL-Meisterschaft (Portland Thorns FC)